# Gahns
Der Gahns (selten auch Gans) ist das südöstliche Ausläuferplateau des Schneeberges in Niederösterreich.

## Lage
Der Gahns umfasst eine Fläche von ca. 2150 Hektar. Der Großteil des Berges ist bewaldet, bis auf die großen Wiesen. Die größte von ihnen ist die Bodenwiese mit einer Fläche von 97 Hektar; sie ist zugleich die größte Alm Niederösterreichs. Zwischen Gahns und Hochschneeberg liegt nordwestlich der Krummbachstein, 1602 m. Er liegt wenig abgesetzt zum Gahns, auf ihm liegt die höchste Alm des Gebiets, das Alpl.
Das Plateau liegt in der Gemeinde Bürg-Vöstenhof, die Südabdachungen (Gahnsleiten) liegen in Prigglitz, Payerbach und Reichenau an der Rax, die Nordflanke in Puchberg am Schneeberg.

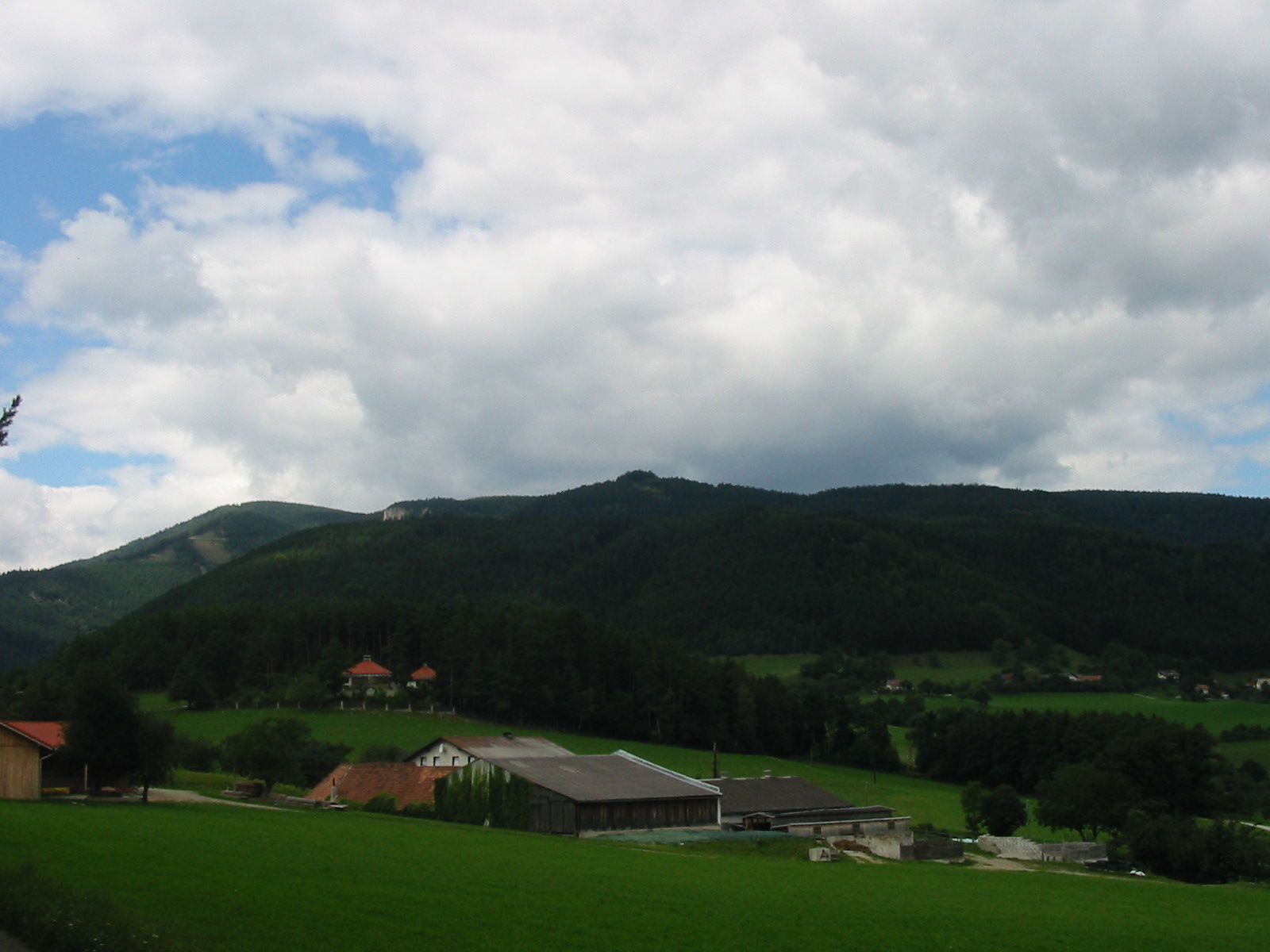
Blick auf den Gahns von Tannschach
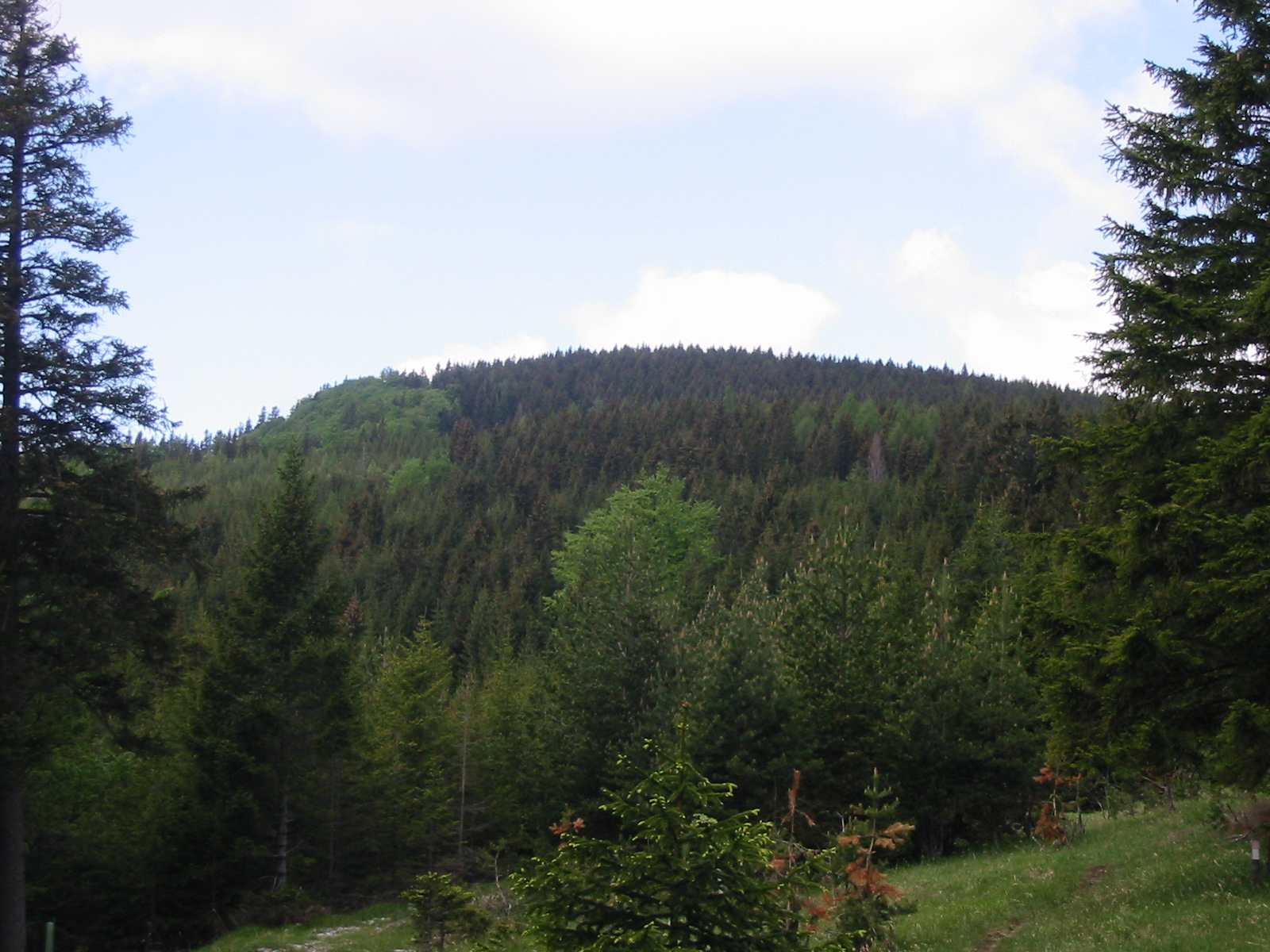
Schwarzenberg (Gahnsgipfel)
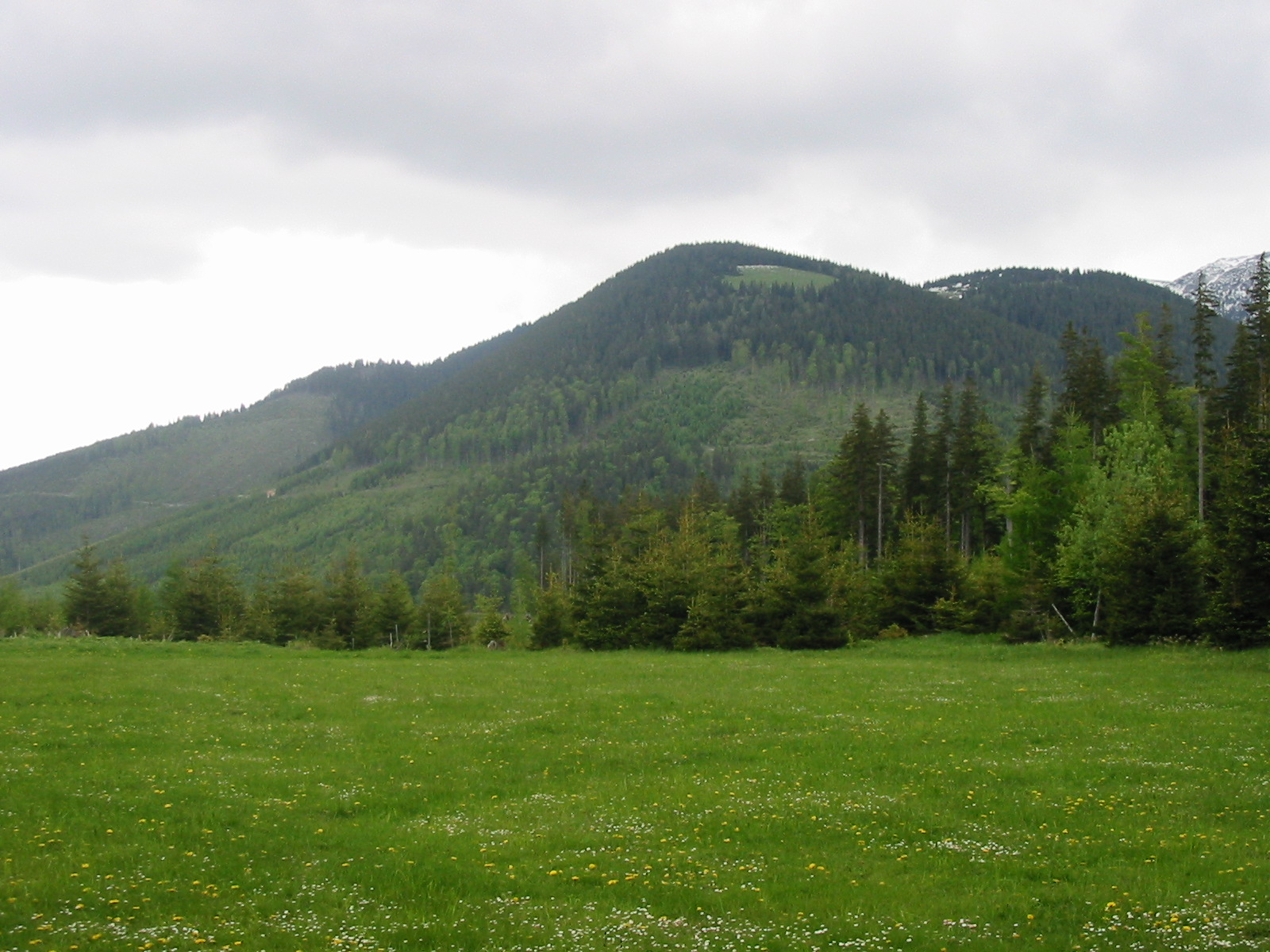
Blick auf das Alpl vom Lärchbaumriegel
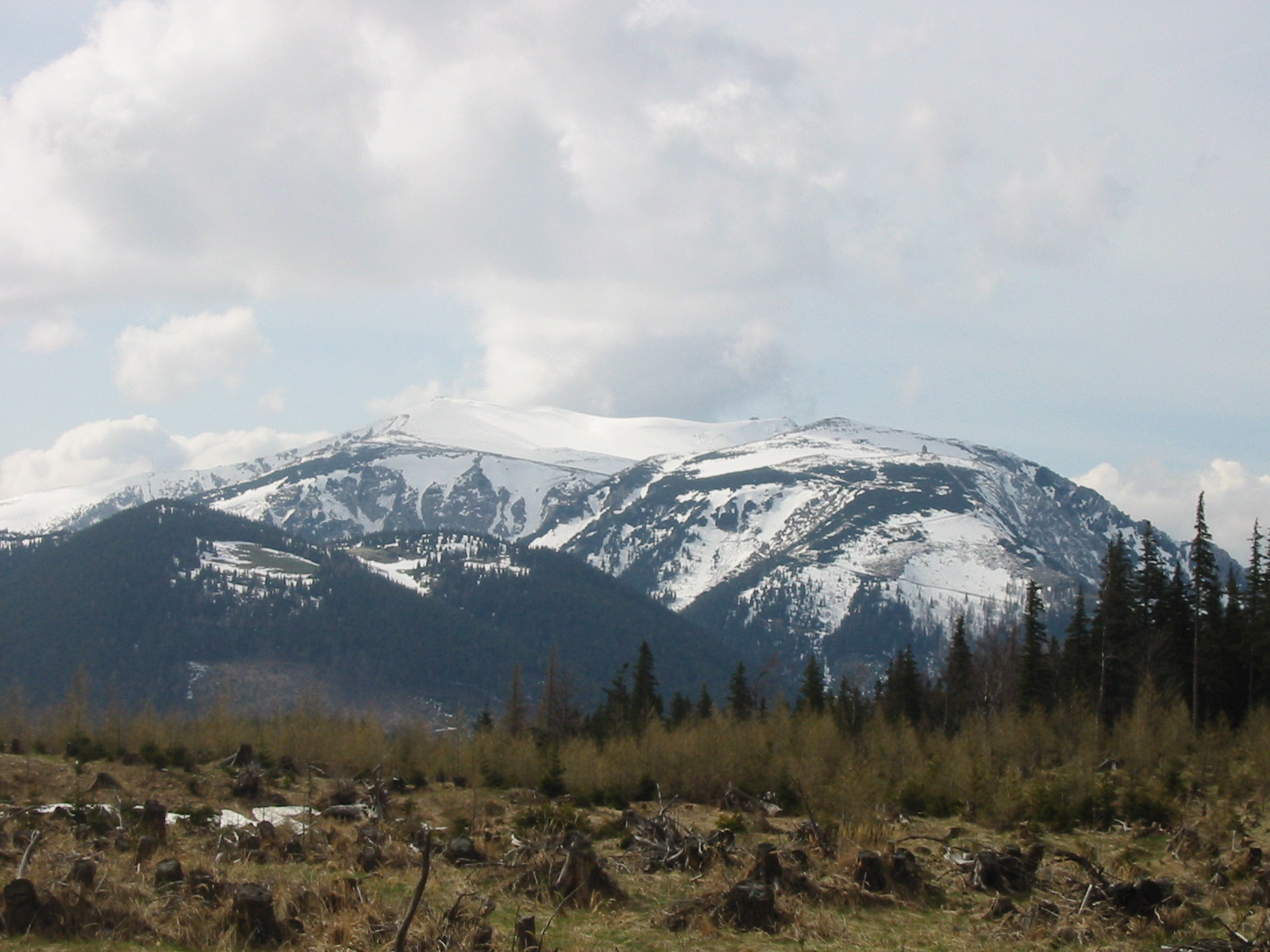
Blick auf den Schneeberg vom Saurüssel
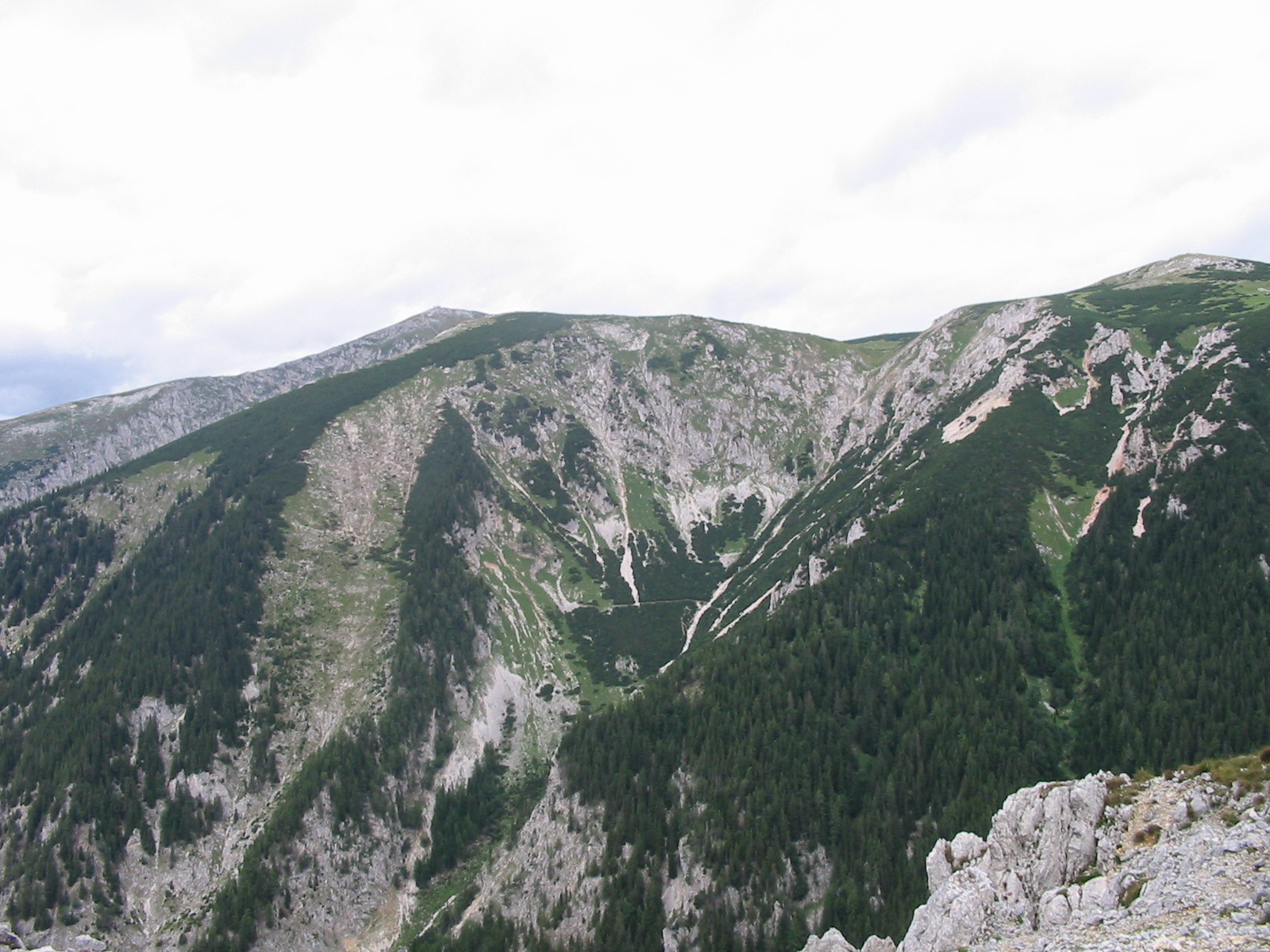
Blick auf den Schneeberg vom Krummbachstein

## Die Gahnsgipfel
- Schwarzenberg 1352 m ü. A.
- Saurüssel 1340 m ü. A.
- Lärchbaumriegel 1315 m ü. A.

## Wege
Der Gahns ist ein beliebtes Wandergebiet.
Es gibt zahlreiche Aufstiege:
von Payerbach über den Gasthof Hochberger auf die Bodenwiese
von Reichenau an der Rax über den Saurüssel auf die Bodenwiese
von St. Christof auf die Bodenwiese
von Kaiserbrunn auf die Knofeleben
durch die Eng auf die Knofeleben
von Prigglitz über den Hartriegel auf die Bodenwiese
von Bürg-Vöstenhof über die Große Waldwiese auf die Bodenwiese
Auf seiner Nordseite führt die Gadenweither Klamm, in der die Johannesquelle liegt, nach Gadenweith.
Außerdem gibt es vom Schneeberg zahlreiche Wanderwege auf den Gahns.

## Schutzhütten
- Naturfreundehaus Knofeleben: Auf der Knofeleben
- Waldburgangerhütte: Auf der Bodenwiese
- Pottschacher Hütte: Am Hartriegel

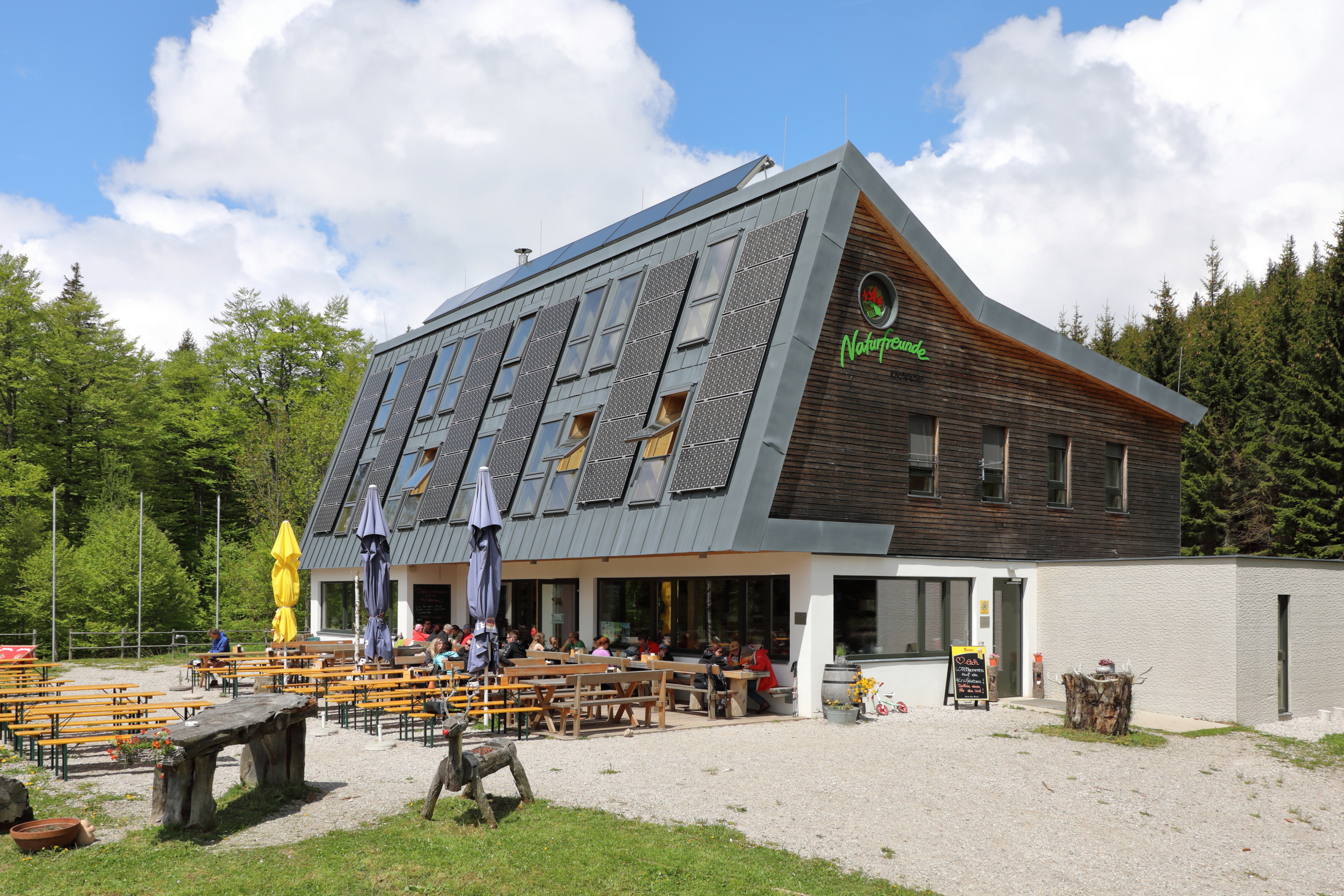
Naturfreundehaus Knofeleben
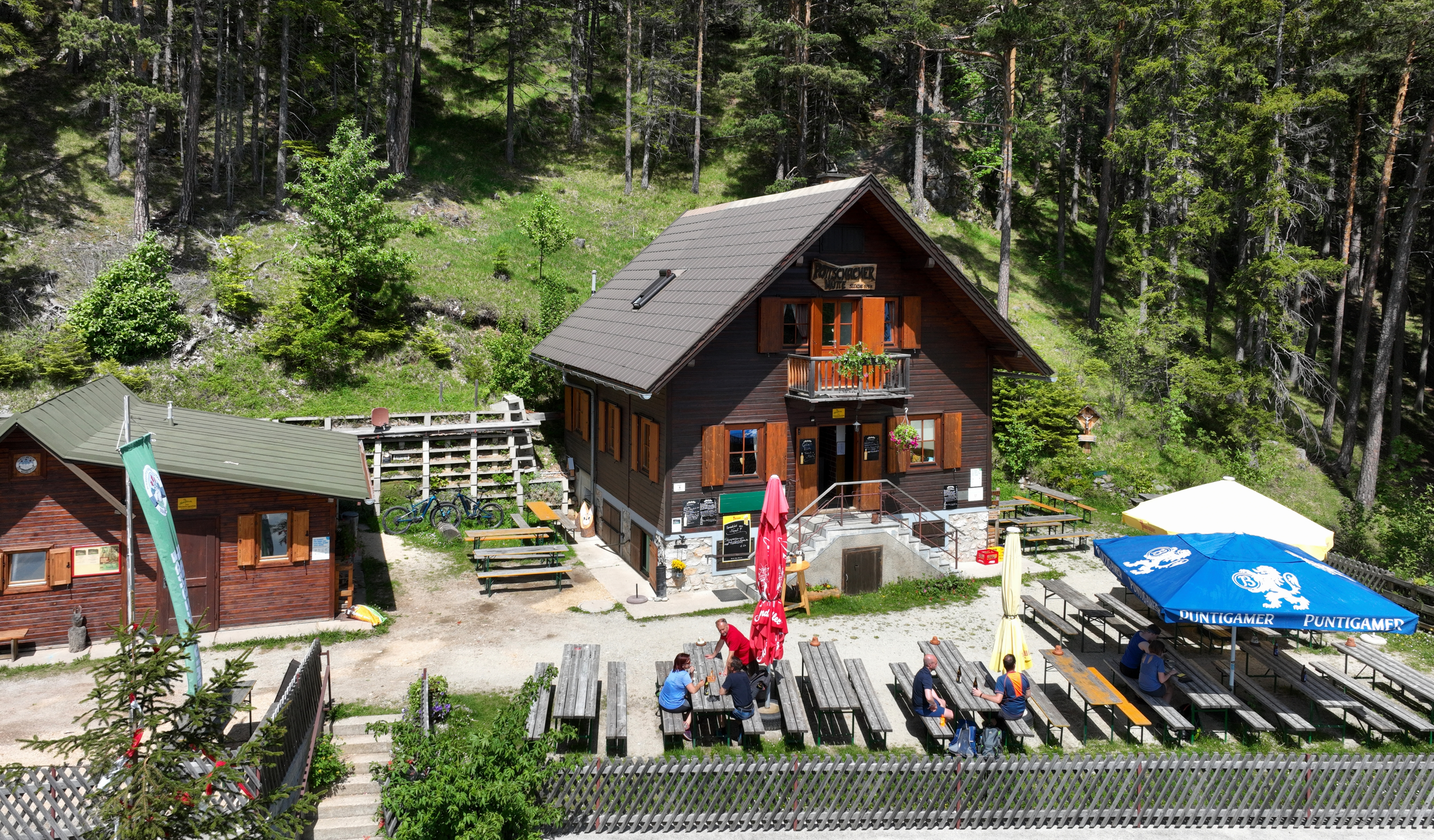
Pottschacherhütte
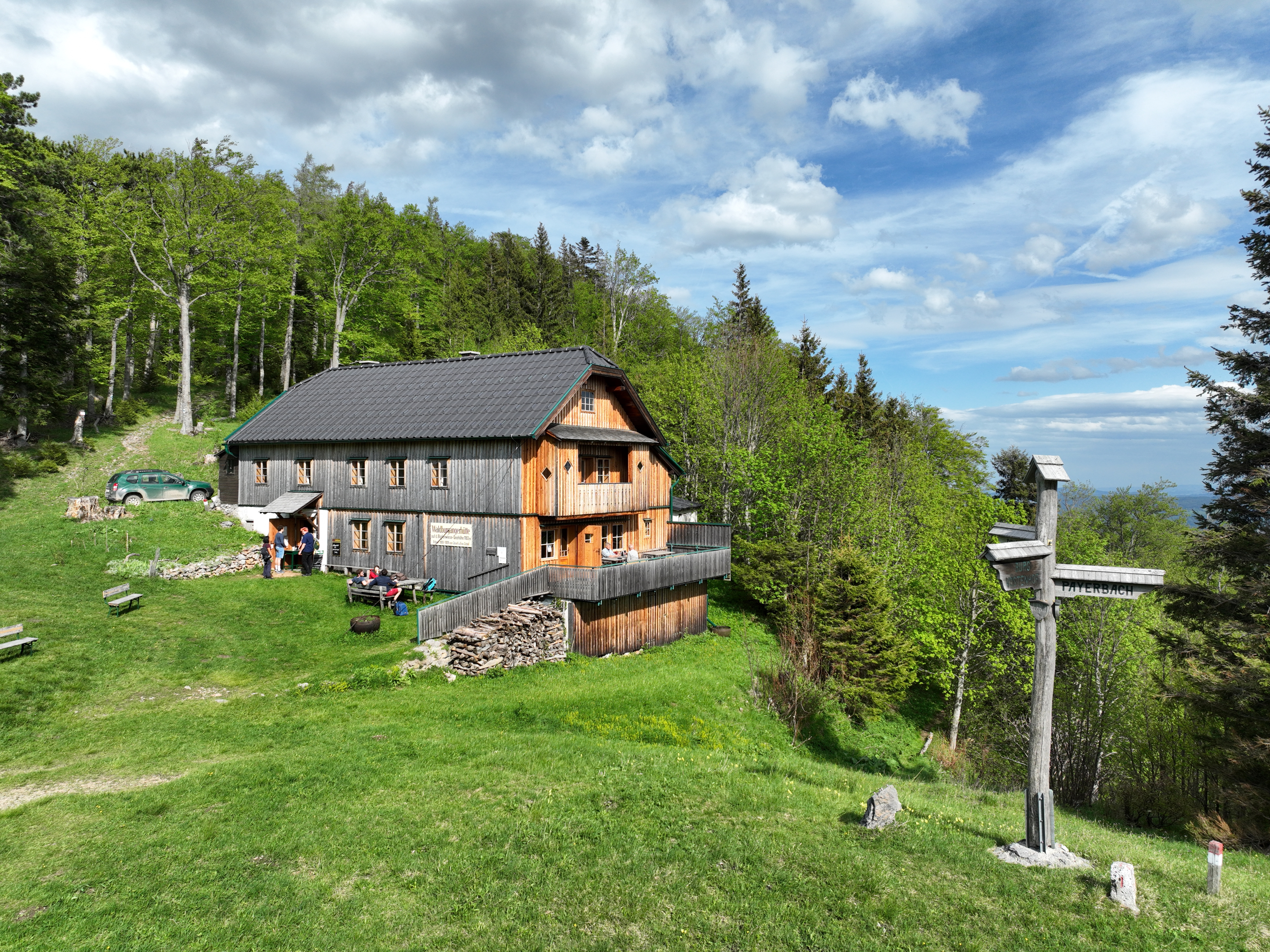
Waldburganger-Hütte